# Stegonotus modestus
Stegonotus modestus är en ormart som beskrevs av Schlegel 1837. Stegonotus modestus ingår i släktet Stegonotus och familjen snokar. Inga underarter finns listade i Catalogue of Life.
Arten förekommer på olika öar som ingår i Moluckerna (bland annat Ambon och Seram). Öarna tillhör Indonesien. Honor lägger ägg.